# Paolo Angelo Nespoli
Paolo Angelo Nespoli (Milánó, 1957. április 6.–) olasz mérnök küldetés specialista, űrhajós.

## Életpálya
Az olasz hadsereg missziójában 1982-től 1984-ig szolgált Bejrútban. Olaszországba visszatérve hivatásos tisztként dolgozott. 1988-ban a Bachelor of Science in Aerospace Engineering intézetben gépészmérnöki oklevelet kapott. 1989-ben New Yorkban Légügyi és Űrhajózási ismeretekből vizsgázott. Pilóta igazolvánnyal rendelkezik, mester ejtőernyős. 1989-től Firenzében a Proel Tecnologie tervező mérnöke. 1991-ben csatlakozott a Németországban székelő Európai Űrügynökség (ESA) űrhajósok kiképzési osztályához. Az űrhajósok adatbázisát kezelte, kiképzésüket előkészítette, megvalósítását segítette. 1995-től Hollandiában az Európai Űrkutatási Technológiai Központ (EUROMIR projekt) felelős vezetője. 1996-tól Houstonban dolgozott, a Nemzetközi Űrállomásra készülő legénység felkészítésén dolgozott.
1998. augusztus 27-től részesült űrhajóskiképzésben a Lyndon B. Johnson Űrközpontban, valamint a Jurij Gagarin Űrhajós Kiképző Központban. Két űrszolgálata alatt összesen 174 napot, 09 órát és 40 percet töltött a világűrben.

## Űrrepülések
- STS–120 a Discovery űrrepülőgép 34. repülésén küldetésfelelős. Az Olaszország által készített Harmony modult szállította, majd űrhajósai űrsétával (kutatás, szerelés) pozíciójába helyezték. Első űrrepülésén összesen 15 napot, 2 órát és 23 percet töltött a világűrben.
- Szojuz TMA–20 fedélzeti mérnöke/ISS fedélzetén első fedélzeti mérnök. Európaiként a második 6 hónapos űrrepülést hajtotta végre. Szerteágazó kutatási programot hajtott végre sugárzás ellenőrzés, erőforrás kutatás (olajkitermelés segítése), biológiai mérések, kísérletek folyadékokkal, technológiai kísérletek. A második japán H–II Transfer Vehicle teherszállító űrjármű (HTV–2) kipakolásában segédkezet. Az európai  Columbus Orbital Facility (COF) laboratóriumban több űrügynökség – (ESA, NASA, JAXA, CSA – programját végezte. Második űrrepülésén összesen 159 napot, 07 órát és 17 percet töltött a világűrben.

### Tartalék személyzet
Szojuz TMA–19 fedélzeti mérnöke